# Madeleine Zillhardt

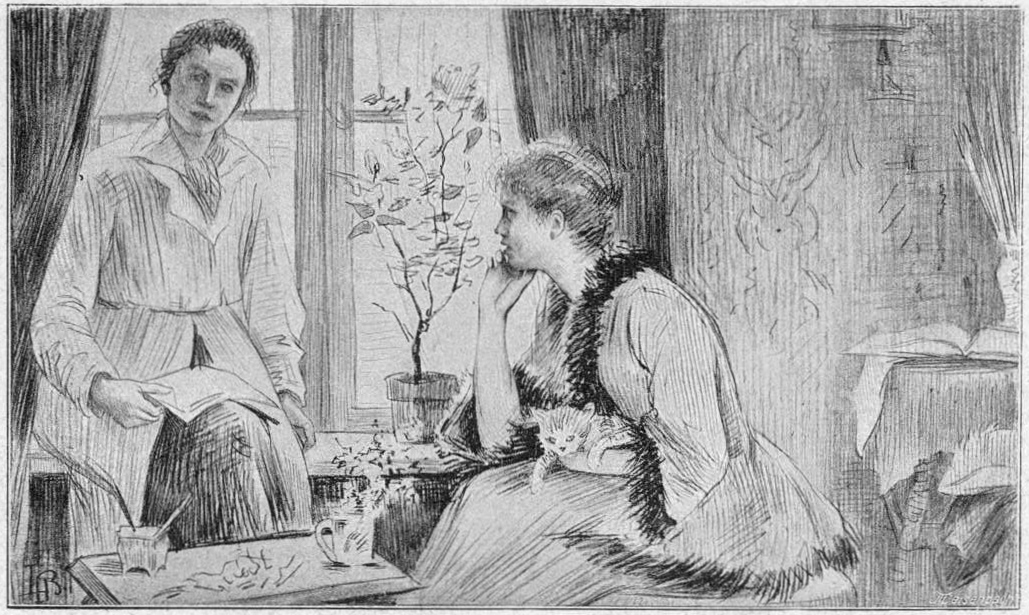
Dibuix de Louise Catherine Breslau per a La Vie Pensive, amb Madeleine Zillhardt.

Madeleine Zillhardt (Saint Quentin, 10 de juny de 1863 – Neuilly-sud-Seine, 16 d'abril de 1950) va ser una pintora, escriptora i decoradora francesa. La seva vida i la seva carrera estan vinculades a una altra artista, la pintora germano-suïssa Louise Catherine Breslau, de qui va ser parella, musa i inspiradora. Van viure juntes durant més de quaranta anys. Va ser, a més, la germana de la pintora Jenny Zillhardt.

## Trajectòria

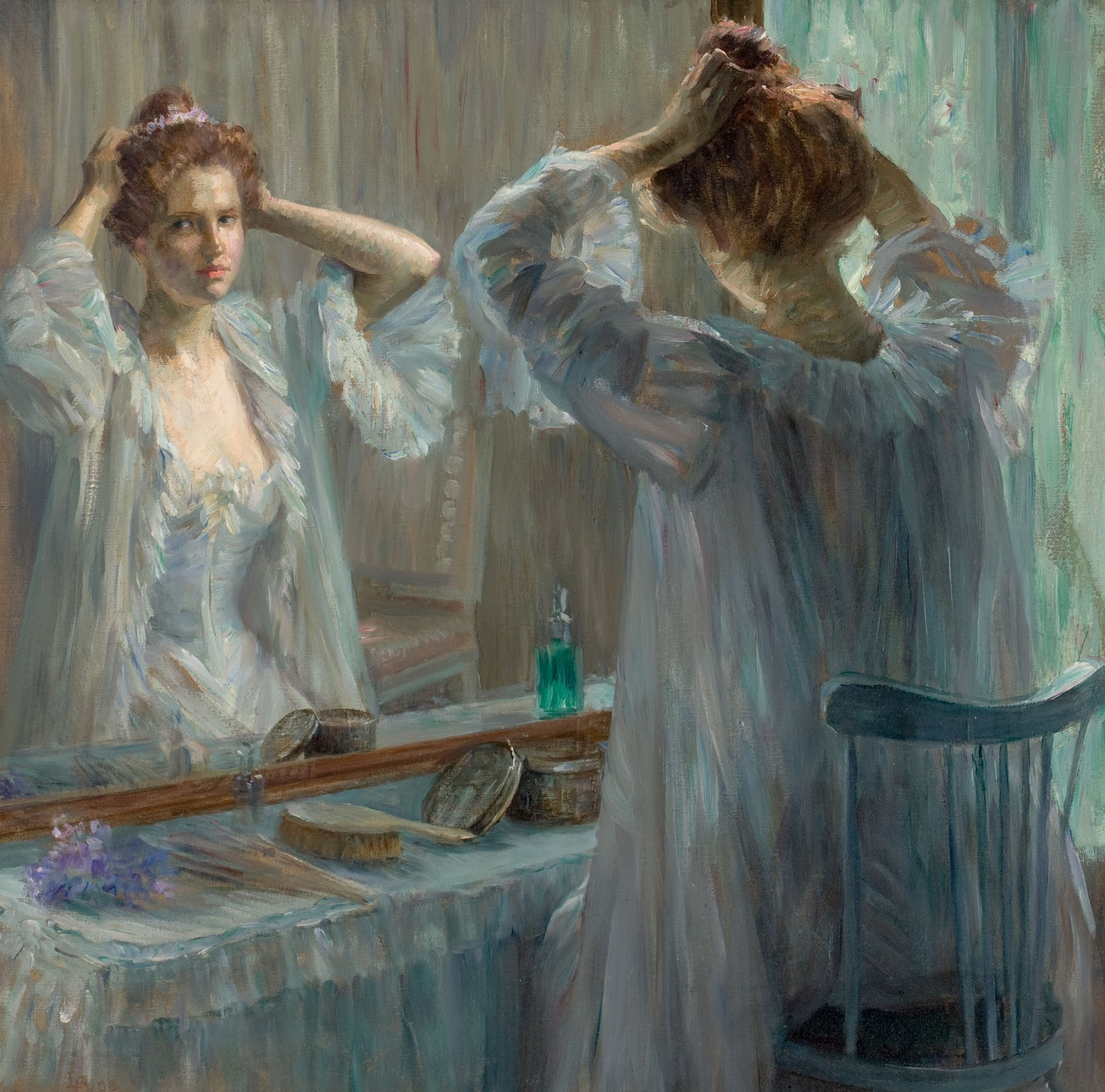
Madeleine Zillhardt per Louise Catherine Breslau. La Toilette (1898).

Zillhardt va estudiar al costat de la seva germana a l'Académie Julian, que en aquell moment era l'única institució d'educació artística oberta a les dones a París. Allà hi va conèixer a joves artistes com ella: Anna Klumpke, Hermine David, Agnes Goodsir, Sarah Purser, Marie Bashkirtseff i a la "rival" d'aquesta i la seva futura parella, Louise Catherine Breslau, que la va retratar per primera vegada el 1884.
Breslau i Zillhardt van estar juntes des del 1886. L'any 1887 Breslau va crear Contre Jour, una de les seves obres mestres, representant a la parella que va formar amb Zillhardt en la seva intimitat. El govern suís va comprar la pintura el 1896 i avui es conserva en el Museu de Belles arts de Berna. El 1908 Breslau va pintar La Vie pensive, una altra obra de la parella, que ara s'exhibeix en el Museu Cantonal de Belles arts de Lausana.
Zillhardt es va convertir en una de les decoradores més originals de la seva època i Breslau va tenir un gran èxit en el món de la pintura. Les dues dones es van convertir en una parella essencial en l'escena artística parisenca, rebent a artistes com Henri Fantin-Latour, Auguste Rodin o Edgar Degas, de qui Zillhardt va escriure una biografia.
Consta com una de les participants de la Exposition d'art français que es va fer al Palau de Belles Arts de Barcelona l'any 1917.
Durant la Primera Guerra Mundial, Zillhardt es va distingir per desmentir el bombardeig de civils amb obres com Fluctuat nec mergitur, París bombardejada, executada l'any 1918 i ara part de les col·leccions del Museu de l'aire i l'espai. També, al costat de Breslau, va pintar retrats de soldats, infermeres i metges per donar-los a les seves famílies abans d'anar-se al front.
Després de la guerra, la salut de Breslau va declinar fins a la seva mort el 12 de maig de 1927 a París. Zillhardt va passar la resta de la seva vida tractant de perpetuar el treball de la seva companya amb donacions a diversos museus. No va permetre que el treball de la seva parella es dispersés massa i gràcies a ella avui està en col·leccions internacionals. A Saint-Quentin, la seva ciutat natal, el Musée Antoine Lécuyer exhibeix Sous la lampe. Retrat de Madeleine Zillhardt..
A París hi ha un carrer situat en el districte 6 anomenat Louise-Catherine-Breslau-et-Madeleine-Zillhardt.

## La barcassa Louise-Catherine
El 1928 Zillhardt va comprar la barcassa de formigó 'Lieja' a París per posar-la a la disposició de l'Exèrcit de Salvació. Amb el suport de Winnaretta Singer, princesa de Polignac i hereva de la companyia de màquines de cosir Singer, l'arquitecte Le Corbusier va rehabilitar la barcassa l'any 1929.
Segons la voluntat de Madeleine Zillhardt, el vaixell va prendre el nom de Louise-Catherine en homenatge a Breslau i es va convertir en un refugi per a les persones sense llar a l'hivern i en un campament per a nens i nenes a l'estiu. Romania amarrat a la vora del Sena, en el Pont de les Arts i en el Pont d'Austerlitz.
L'any 2006 la barcassa va passar a les mans de la Fundació Le Corbusier. El 10 de febrer de 2018 es va enfonsar accidentalment durant la inundació del Sena a París. La barcassa Louise-Catherine encara està en el Pont d'Austerlitz, esperant un possible projecte de renovació.

## Obra
- Madeleine Zillhardt. Louise-Catherine Breslau et ses amis, París, Éditions des Portiques, 1932.
- Monsieur Edgar Degas, París, L'Echoppe, nova edició 2015.